# Червената стена
 Тази статия е за биосферния резерват.  За биосферния парк вижте Червената стена (биосферен парк).  
Червената стена е най-големият биосферен резерват в Родопите, България.

## Местонахождение
Разположен е в долината на Чепеларската река, както и по планинския рид Добростан, който се намира в Западните Родопи. Добростанският рид се отличава със силно разчленен релеф. На територията на резервата се намира долината на река Сушица. В близост до резервата се намират Бачковският манастир и Асеновата крепост.

## История
Обявен е за резерват с обща площ 3029 хектара със Заповед No.2631 на Главно управление на горите при министерски съвет от 21.09.1962 година, с цел опазването на големия брой растителни видове, които растат в тази местност. През 1977 г. е включен в списъка на биосферните резервати по програмата на ЮНЕСКО „Човекът и биосферата“. Резерватът е изключителна държавна собственост и се охранява от Регионалната инспекция по околната среда в Пловдив.

## Флора
Основната цел на резервата е опазването на разнообразните растителни видове. На територията на Червената стена са установени 645 вида висши растения, като 38 от тях са включени в Червената книга на България. В ниските части на резервата растат основно нискостеблени гори от дъб, келяв габър, мъждрян, полски клен.
С изкачване във височина тези гори преминават в широколистни гори от зимен дъб, обикновен бук, трепетлика, обикновен воден габър и др. Във високите части на Червената стена растат иглолистни гори от черен бор и ела, както и бял бор и някои широколистни растения, като мъждрян, обикновен воден габър, явор, шестил, бреза и др.
От голямо значение за резервата са също и тревните растителни видове, които се срещат на почти цялата му територия. Сред тези видове са редките растения (част от които – ендемити) родопско лале, родопска съсънка, родопски лен, персийска морина, родопски силивряк или цветето на Орфей (Haberlea rhodopensis), маслиновидно вълче лико, тис и др.

## Фауна
Заради голямата си територия, резерватът разполага с изключително разнообразен животински свят. Установени са гръцка дългокрака жаба, шипобедрена костенурка, змиеок гущер, македонски гущер, тънък стрелец, черен щъркел, заек, лисица, източноевропейски таралеж и още много други.

## Галерия
- Снимки от резервата